# Habrocestum albopunctatum
Habrocestum albopunctatum is een spinnensoort in de taxonomische indeling van de springspinnen (Salticidae).
Het dier behoort tot het geslacht Habrocestum. De wetenschappelijke naam van de soort werd voor het eerst geldig gepubliceerd in 2002 door Wanda Wesołowska & Antonius van Harten.